# Селинин, Виссарион Мефодиевич
Виссарион Мефодиевич Селинин (22 ноября (4 декабря) 1876, Иудино, Александровский уезд, Владимирская губерния — 1 мая 1918, Урджар) — священнослужитель Русской православной церкви, пресвитер. Прославлен в лике святых Русской православной церкви в 2000 году как священномученик. Память святого — 18 апреля по юлианскому календарю (1 мая по новому стилю) и в Соборе новомучеников и исповедников Церкви Русской.

## Биография
Окончил два класса Владимирской духовной семинарии, с 1896 по 1899 год был псаломщиком во Владимирской епархии. С 1899 года служил псаломщиком в станице Песчанской Павлодарского уезда Омской губернии. В 1902 году Виссарион Селинин был рукоположён во диакона, в 1905 году переведён в храм во имя святых мучеников Флора и Лавра в Павлодаре. В 1906 году (по другим сведениям, в 1907 году) рукоположён во иерея ко храму в селе Ильинке. В 1910 году был переведён в Туркестанскую епархию. Служил в храме села Герасимовка Лепсинского уезда Семиреченской области, с 1911 года был настоятелем храма в селе Ивановском Лепсинского уезда.
В 1916 году назначен настоятелем храма во имя пророка Илии в станице Урджарской Лепсинского уезда. 1 мая 1918 года священник Селинин был изрублен шашками во время столкновения первомайской демонстрации с крестным ходом.

## Канонизация
В августе 2000 года Архиерейским собором РПЦ священник Виссарион Селинин по представлению Алма-Атинской епархии был причислен к лику святых новомучеников и исповедников Российских. Был установлен день его памяти — 18 апреля (1 мая).

## Семья
- Отец — Мефодий Борисович Селинин (? — †30 декабря 1899), в 1858 году окончил Владимирскую духовную семинарию, в 1860 году был хиротонисан во пресвитера и проходил своё служение в церкви села Васильевского, Юрьевского уезда, а с 1868 года — в селе Малышеве, Меленковского уезда. С 1887 года — настоятель церкви в селе Иудине, Александровского уезда.